# Цыганков, Александр Константинович
Алекса́ндр Константи́нович Цыганко́в (род. 12 августа 1959) — советский и российский поэт, художник.

## Биография
Родился в Комсомольске-на-Амуре.
Срочную службу в армии прошел на Крайнем Севере (Норильск, Алыкель, 1978—1980). Учился в Кемеровском художественном училище.
Весной 1991 года в Кемеровском книжном издательстве вышел первый сборник стихотворений Александра Цыганкова «Лестница», и открылась его персональная выставка «Второе небо» в галерее кемеровского Союза художников. Осенью 1991 года картины этой выставки экспонировались в Доме ученых томского Академгородка.
С 1992 года живёт в Томске.
Работает в нескольких жанрах живописи и графики: пейзаж, портрет, символическая композиция. Провёл персональные выставки «Горная тропа», «Начало города», «Февраль», «Пифия».
Стихи и репродукции картин опубликованы в томских литературных изданиях «Сибирские Афины», «Каменный мост», «Начало века». Печатается в журналах «Огни Кузбасса», «День и ночь», «Сибирские огни», «Дети Ра», «Урал», «Новая Юность»,
«Знамя»; в ежегодниках «Встречи» и «Побережье» (Филадельфия); в «Новом Журнале» (Нью-Йорк), в международном литературном журнале «Крещатик» и других.
Пишет повести и рассказы. Стихи вошли в региональные, российские и зарубежные антологии. Лауреат литературной премии журнала «Юность» (2006). Член Томского регионального отделения Творческого Союза художников России (2004), Союза писателей России (2010), Русского ПЕН-клуба (2014).
Три книги стихов Александра Цыганкова проиллюстрированы оригинальными рисунками автора.

## Выставки
- Участник художественных выставок с 1983 года.

Персональные
Кемерово
- «Исток». Живопись. 1989, 1990. Кемерово
- «Второе небо». Живопись. 1991, Союз художников. Томск

- 1991, Дом учёных томского Академгородка
- «Горная тропа». Акварель. 1997, Дом книги. Томск
- «Начало города». Живопись, графика. 2007, Томский Дом учёных
- «Февраль». Живопись, графика. 2008, Картинная галерея ТГПУ
- «Пифия». Живопись, графика. 2012, Томский Дом учёных
- «Собор». Живопись. Графика. 2022, Томский Дом учёных

Коллективные
- Всероссийские триеннале «Рисунок России» (III, IV, V, VI). Томск, 2007, 2010, 2013, 2016
- Первая всесибирская выставка автопортрета «Прямая речь». Кемерово, 2011
- Всесибирский арт-проект «Да.Net». Новосибирск. 2018
- Ретроспективная выставка, посвященная 60-летию Томского Союза художников России. 2006
- Выставочный проект «Срез». Новосибирский государственный художественный музей. 2021
- «Безграничный театр». Художественная выставка. Центральный Дом Актёра. Москва. 2021
- Областные художественные выставки. Томск, 1994, 2005, 2008, 2011, 2012, 2014, 2016, 2021
- Выставки художников Томска и Северска. 1999, 2005, 2006, 2007, 2011, 2018, 2022